# Wassyl Zuschko

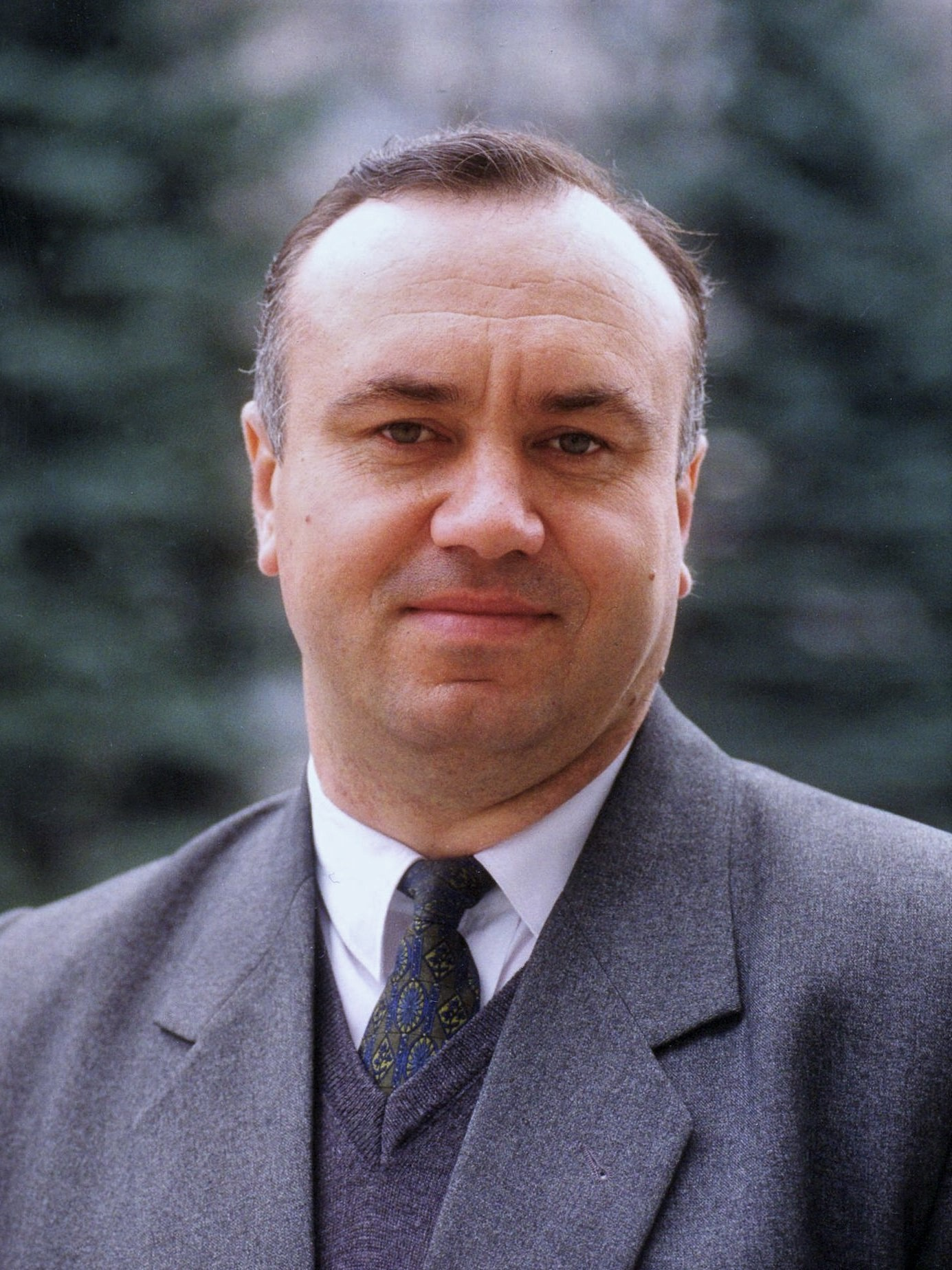
Wassyl Zuschko (2011)

Wassyl Petrowytsch Zuschko (ukrainisch Василь Петрович Цушко; * 1. Februar 1963 in Nadritschne, Rajon Tarutyne in der Oblast Odessa) ist ein ukrainischer Politiker. Er war von Dezember 2006 bis September 2007 Innenminister und von März bis Dezember 2010 Wirtschaftsminister der Ukraine. Im Dezember 2010 wurde er zum Vorsitzenden der obersten Kartellbehörde der Ukraine, des Antimonopolkomitees, ernannt.

## Biografie
Wassyl Zuschko wurde in dem kleinen Ort Nadritschne in der Oblast Odessa geboren und absolvierte zunächst die landwirtschaftliche Berufsschule für Mechanik und Elektronik. Nach seinem Wehrdienst in der sowjetischen Armee studierte er am Landwirtschaftlichen Institut in Odessa und erreichte dort einen Abschluss in Wirtschaftswissenschaften. Er übte zunächst leitende Funktionen in landwirtschaftlichen Betrieben aus.
Seit 1994 bis zum Jahr 2006 gehörte er dem ukrainischen Parlament, der Werchowna Rada, an. Zunächst war er Mitglied der Fraktion der Bauernpartei der Ukraine, seit dem Jahr 2002 ist er Mitglied der Sozialistischen Partei der Ukraine (SPU), zeitweise war er auch Fraktionsvorsitzender der SPU in der Rada.
Im Jahr 2005 schloss er die Hochschule des Innenministeriums mit der Qualifikation als Rechtsanwalt ab.
Von 2005 bis 2006 war er Vorsitzender der staatlichen Gebietsverwaltung Odessa.
Im Dezember 2006 wählte ihn die Rada zum Innenminister der Ukraine, Zuschko war in diesem Amt der Nachfolger von Jurij Luzenko. Im Gegensatz zu Luzenko war Zuschko bereit gewesen, nach den Parlamentswahlen im März 2006 mit der Partei der Regionen von Wiktor Janukowytsch eine Koalition zu bilden.
Ende Mai 2007, während heftigen innenpolitischen Auseinandersetzungen in der Ukraine zwischen dem damaligen Präsidenten Wiktor Juschtschenko und Regierungschef Janukowytsch erlitt Zuschko einen Herzinfarkt und wurde zeitweise in Deutschland medizinisch behandelt. Im September 2007 erklärte er seinen Rücktritt vom Ministeramt aus gesundheitlichen Gründen.
Nachdem Wiktor Janukowytsch Anfang 2010 Präsident der Ukraine geworden war, wurde Zuschko im März 2010 zum Minister für Wirtschaft der Ukraine ernannt. Im Zuge einer Regierungsreform, die mit der Auflösung einiger Ministerien einherging, verlor er dieses Amt. Ab Dezember 2010 war er Vorsitzender des Antimonopol-Komitee der Ukraine und damit der obersten Kartellbehörde des Landes.
Von Juli 2010 bis August 2011 war Zuschko Vorsitzender der Sozialistischen Partei der Ukraine.